# Crise agricole
Une crise agricole est une crise qui touche le domaine de l'agriculture.